# 小屋浦站
小屋浦站（日语：／ Koyaura eki */?）是位於廣島縣安藝郡坂町，屬於西日本旅客鐵道（JR西日本）的吳線車站。車站編號為JR-Y08。

## 歷史
- 1914年（大正3年）5月1日 - 吳線天應站至坂站之間開設此站。
- 1949年（昭和24年）6月25日 - 在專用線內出發或到達的車載貨物開始進行起卸[1][2]。
- 1965年（昭和40年）10月1日 - 終止貨物起卸業務。
- 1987年（昭和62年）4月1日 - 伴隨國鐵分割民營化，車站由西日本旅客鐵道（JR西日本）營運。
- （日期不詳） - 此站變為業務委託車站，委托JR西日本廣島Maintec（日语：JR西日本広島メンテック）負責車站業務。
- 1996年（平成8年） - 車站東南方新設單車停泊處[3]。
- 1998年（平成10年）12月10日 - 第一代車站大樓拆毀（在12月30日前）[4]。
- 1999年（平成11年）
  - 1月10日 - 第二代車站大樓開始建設[4]。
  - 3月13日 - 第二代車站大樓落成[5]。
- 2004年（平成16年）10月 - 窗口營業時間中引入中途休息時段。[6]
- 2007年（平成19年）
  - 6月23日 - 車站內設置了可支援ICOCA的簡易IC卡閘機。
  - 9月1日 - 此站開始可以使用IC卡「ICOCA」。
- 2017年（平成29年）1月28日 - 成為無人車站[注 1]。
- 2018年（平成30年）
  - 7月6日 - 發生雨災使車站暫停營業。
  - 9月9日 - 廣站至坂站之間重開[注 2][8]。

## 車站構造
此站是地面車站，設有2面2線的相對式月台，可進行列車交會。月台之間透過跨線橋連接。此站是由吳站管理的無人車站，並且可使用ICOCA與其可互相使用的IC卡。站內設有自動售票機。此站的自動閘機是一座不會開關機的閘機。
此站曾是業務委託車站，委托JR西日本廣島Maintec。當時站內除早上和晚上外皆設有POS終端和窗口進行售票業務，但在2017年1月27日結束窗口售票服務。
本站的站房為第二代站房，位於1號月台側。車站外觀設計是彷照坂町的町鳥暗綠繡眼鳥而建成，在有人車站時代曾設有車站印章。
在1998年前使用的第一代站房是一座木造建築物，樓面176平方米。於1999年重建的車站大樓縮減至46平方米。當時由於車站旁長久之來都有單車亂泊問題，因此在1996年於車站東南方新設單車停泊處。然而可供單車停泊數量不足以應付單車需求，因此站房縮減空間，把空間變成停泊單車處。

### 月台
| 月台 | 路線 | 上下行 | 方向             |
| ---- | ---- | ------ | ---------------- |
| 1    | 吳線 | 上行   | 吳、竹原方向     |
| 2    | 吳線 | 下行   | 海田市、廣島方向 |

- 由於曾經在路線上設有長編成的貨運列車和優等列車（日语：優等列車），加上需要進行列車交會，因此月台也較長。
- 曾經在車站東邊望有留置線，該線用作停泊維護列車之用。

## 使用狀況
以下為1日平均乘車人次：
| 年度               | 1日平均 乘車人次 | 參考資料      |
| ------------------ | ---------------- | ------------- |
| 2000年（平成12年） | 785              | [ 9 ]         |
| 2001年（平成13年） |                  |               |
| 2002年（平成14年） | 743              | [ 10 ]        |
| 2003年（平成15年） |                  |               |
| 2004年（平成16年） |                  |               |
| 2005年（平成17年） |                  |               |
| 2006年（平成18年） | 621              | [ 11 ]        |
| 2007年（平成19年） |                  |               |
| 2008年（平成20年） |                  |               |
| 2009年（平成21年） |                  |               |
| 2010年（平成22年） |                  |               |
| 2011年（平成23年） | 543              | [ 12 ]        |
| 2012年（平成24年） | 517              | [ 12 ]        |
| 2013年（平成25年） | 515              | [ 13 ]        |
| 2014年（平成26年） | 501              | [ 12 ]        |
| 2015年（平成27年） | 485              | [ 12 ] [ 14 ] |
| 2016年（平成28年） | 490              | [ 12 ]        |
| 2017年（平成29年） | 464              | [ 12 ]        |
| 2018年（平成30年） | 378              | [ 12 ]        |

## 車站周邊
- 國道31號
- 坂町立小屋浦小學 （页面存档备份，存于）（日語）
- 小屋浦妙代保育園
- 坂町公所 小屋浦出張所
- 小屋浦親睦中心 （页面存档备份，存于）（日語）
- 小屋浦郵局
- 安藝農協小屋浦分店
- NAFCO  TWO-ONE STYLE廣島貝賽德店
- 釣具角度小屋浦店
- 昭和蜆殼石油（日语：昭和シェル石油）廣島油庫
- 若田廣島租賃中心
- 特別養護老人之家高根莊小屋浦
- 天地川（日语：天地川）

## 相鄰車站
西日本旅客鐵道（JR西日本）
 吳線
■快速「通勤快車」、■快速「安藝路快車」
通過
■普通
吳波多比亞（JR-Y09）－小屋浦（JR-Y08）－水尻（JR-Y07）

## 注腳

## 外部連結
- 小屋浦｜車站資訊：JR出門網 - 西日本旅客鐵道（日語）